# رستوران‌های ای اند دابلیو
شرکت رستوران‌های ای اند دابلیو (انگلیسی: A&W Restaurants, Inc) یک رستوران فست فود زنجیره‌ای آمریکایی است که با همبرگرها، آبجو روت و بستنی‌های آبجوی روت مخصوص خود شهرت دارد. امروزه این شرکت ۱۲۰۰ شعبه در ۱۶ کشور دنیا دارد.

## تاریخچه
سابقه این شرکت به سال ۱۹۱۹ برمی گردد که روی دبلیو آلن یک غرفه فروش نوشیدنی در کنار جاده برای ارائه یک نوشیدنی قوی و خامه‌ای از آبجو ریشه یا روت، در یک رژه برای تکریم جانبازان جنگ جهانی اول در لودی، کالیفرنیا برپا کرد. کارمند آلن، فرانک رایت در سال ۱۹۲۲ با او شریک شد و آنها اولین رستوران خود را در سال ۱۹۲۳ در ساکرامنتو، کالیفرنیا تأسیس کردند. نام این شرکت به ترتیب از نام خانوادگی (آلن و رایت) گرفته شده‌است. این شرکت در ایالات متحده به دلیل «لیوان‌های یخ زده» خود معروف شد، جایی که لیوان‌ها در فریزر نگهداری می‌شوند و سرانجام قبل از ارائه به مشتریان، با آبجوی روت ای اند دابلیو (A&W Root Beer) پر می‌شوند.
با حق امتیازی که این شرکت در سال ۱۹۲۶ گرفت، امروزه این شرکت مکانهایی را در سراسر دنیا دارد که هرکدام یک منوی فست فود معمولی از همبرگر، سیب زمینی سرخ کرده و هات داگ را عرضه می‌کنند.
از سال ۱۹۷۲ رستوران‌های ای اند دابلیو در کانادا بخشی از یک زنجیره جداگانه و غیرمستقیم هستند.

## نگارخانه

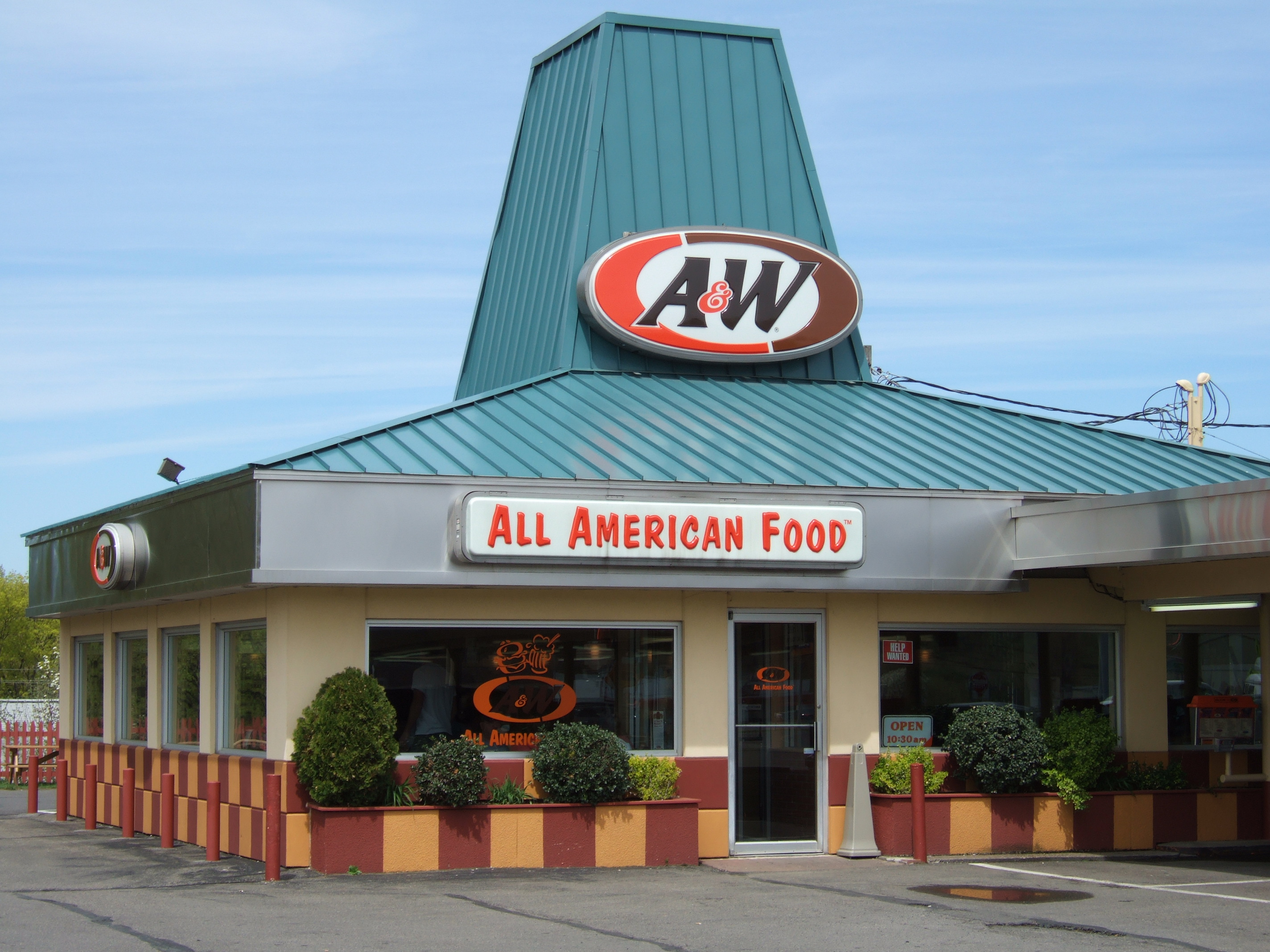
یک رستوران ای اند دابلیوی ، کورتلند نیویورک، ۲۰۰۵
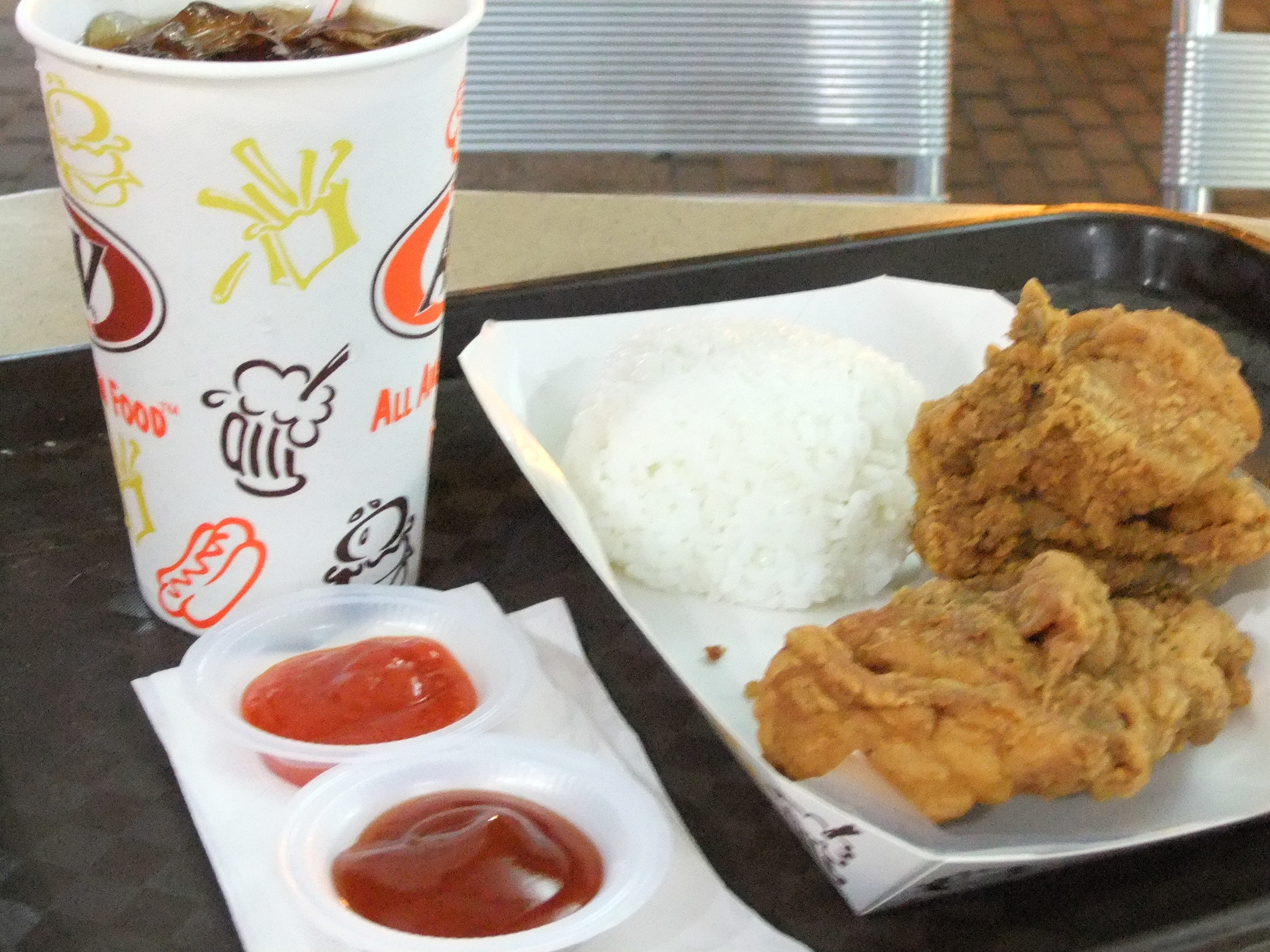
مرغ سرخ شده با برنج، جاکارتا ، اندونزی
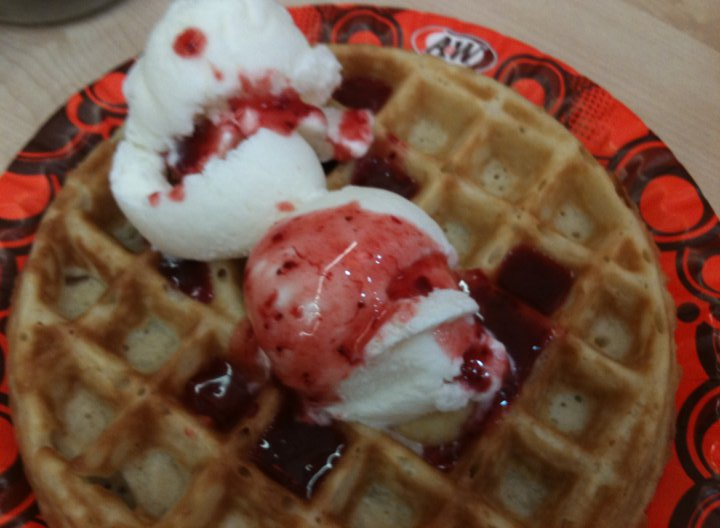
بستنی ای اند دابلیو، وافل ، مالزی
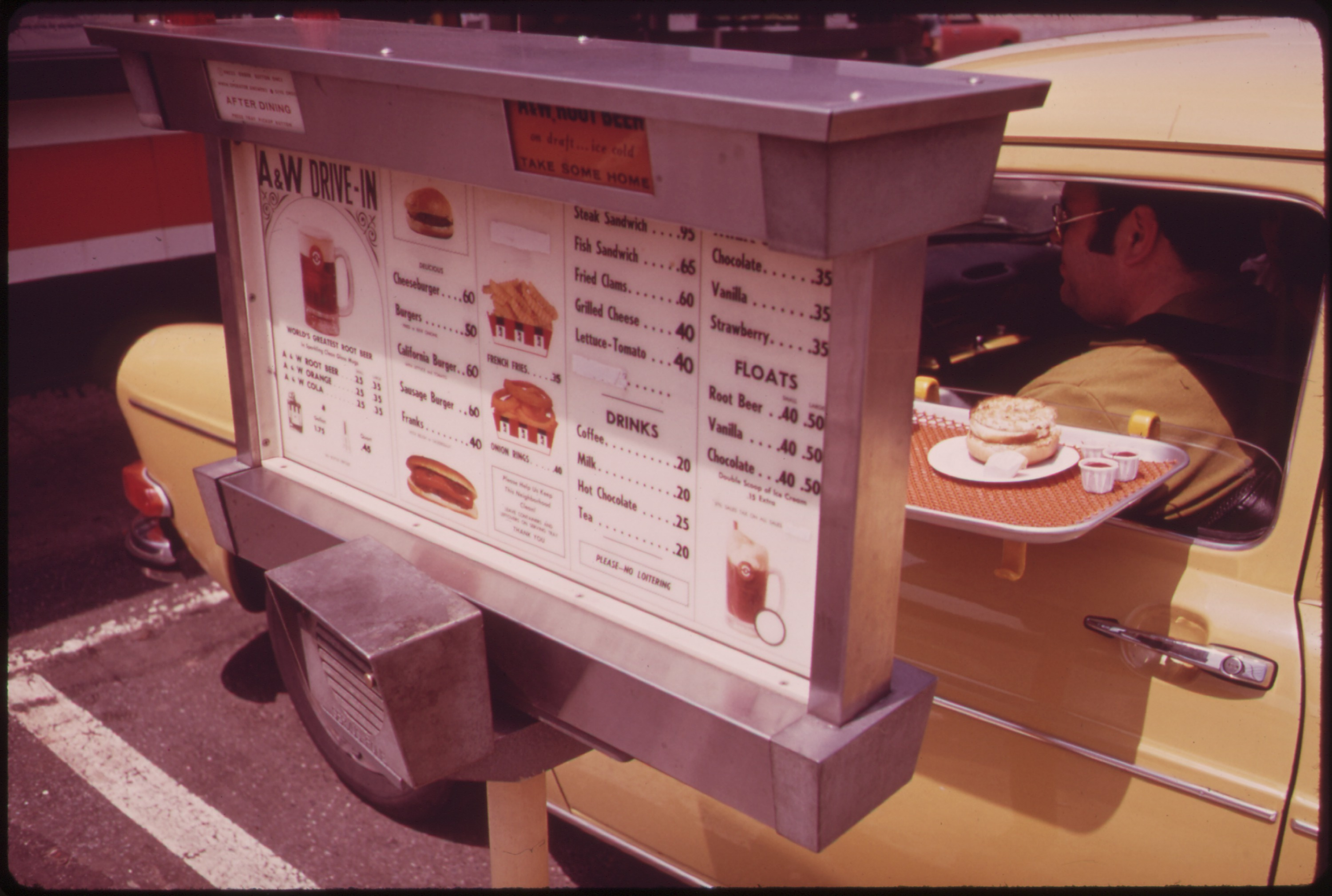
منوی یک رستوران ای اند دابلیوی اتومبیل‌رو ، نیویورک ، ۱۹۷۳